# 8003 Kelvin
8003 Kelvin è un asteroide della fascia principale. Scoperto nel 1987, presenta un'orbita caratterizzata da un semiasse maggiore pari a 2,2226348 au e da un'eccentricità di 0,1195999, inclinata di 2,84316° rispetto all'eclittica.
L'asteroide è dedicato al fisico britannico Lord Kelvin.